# Roof Garden
"Roof Garden" is een nummer van de Amerikaanse muzikant Al Jarreau en afkomstig van het album Breakin' Away uit juni 1981. In februari 1982 werd het nummer uitgebracht als de tweede single van het album.

## Achtergrond
"Roof Garden" is geschreven door Jarreau, zijn gitarist Jay Graydon en zijn toetsenist Tom Canning en is geproduceerd door Graydon. Op het nummer doen een aantal bekende gastmuzikanten mee, waaronder toetsenist George Duke en drummer Steve Gadd.
"Roof Garden" is enkel op single uitgebracht in de Benelux en Frankrijk.
In Nederland was de plaat op vrijdag 19 februari 1982 Veronica Alarmschijf op Hilversum 3 en werd een grote hit in de destijds drie landelijke hitlijsten op de nationale publieke popzender. De plaat bereikte de 2e positie in zowel de Nederlandse Top 40 als de TROS Top 50. In de Nationale Hitparade werd de 3e positie bereikt. In de Europese hitlijst op Hilversum 3, de TROS Europarade, werd de 9e positie bereikt.
In België bereikte de plaat de 4e positie in de voorloper van de Vlaamse Ultratop 50. en in de Vlaamse Radio 2 Top 30 werd de 14e positie bereikt. In Wallonië werd géén notering behaald.
In de sinds december 1999 jaarlijks uitgezonden NPO Radio 2 Top 2000 van de Nederlandse publieke radiozender NPO Radio 2, stond de plaat van 1999 t/m 2017 in de lijst der lijsten genoteerd, met als hoogste notering een 384e positie in 2002.

## Hitnoteringen

### Nederlandse Top 40
| Hitnotering: 27-02-1982 t/m 24-04-1982 | Hitnotering: 27-02-1982 t/m 24-04-1982 | Hitnotering: 27-02-1982 t/m 24-04-1982 | Hitnotering: 27-02-1982 t/m 24-04-1982 | Hitnotering: 27-02-1982 t/m 24-04-1982 | Hitnotering: 27-02-1982 t/m 24-04-1982 | Hitnotering: 27-02-1982 t/m 24-04-1982 | Hitnotering: 27-02-1982 t/m 24-04-1982 | Hitnotering: 27-02-1982 t/m 24-04-1982 | Hitnotering: 27-02-1982 t/m 24-04-1982 | Hitnotering: 27-02-1982 t/m 24-04-1982 |
| Week                                   | 1                                      | 2                                      | 3                                      | 4                                      | 5                                      | 6                                      | 7                                      | 8                                      | 9                                      |                                        |
| -------------------------------------- | -------------------------------------- | -------------------------------------- | -------------------------------------- | -------------------------------------- | -------------------------------------- | -------------------------------------- | -------------------------------------- | -------------------------------------- | -------------------------------------- | -------------------------------------- |
| Positie                                | 24                                     | 10                                     | 5                                      | 4                                      | 2                                      | 3                                      | 11                                     | 18                                     | 40                                     | uit                                    |

### Nationale Hitparade
| Hitnotering: 06-03-1982 t/m 08-05-1982 | Hitnotering: 06-03-1982 t/m 08-05-1982 | Hitnotering: 06-03-1982 t/m 08-05-1982 | Hitnotering: 06-03-1982 t/m 08-05-1982 | Hitnotering: 06-03-1982 t/m 08-05-1982 | Hitnotering: 06-03-1982 t/m 08-05-1982 | Hitnotering: 06-03-1982 t/m 08-05-1982 | Hitnotering: 06-03-1982 t/m 08-05-1982 | Hitnotering: 06-03-1982 t/m 08-05-1982 | Hitnotering: 06-03-1982 t/m 08-05-1982 | Hitnotering: 06-03-1982 t/m 08-05-1982 | Hitnotering: 06-03-1982 t/m 08-05-1982 |
| Week                                   | 1                                      | 2                                      | 3                                      | 4                                      | 5                                      | 6                                      | 7                                      | 8                                      | 9                                      | 10                                     |                                        |
| -------------------------------------- | -------------------------------------- | -------------------------------------- | -------------------------------------- | -------------------------------------- | -------------------------------------- | -------------------------------------- | -------------------------------------- | -------------------------------------- | -------------------------------------- | -------------------------------------- | -------------------------------------- |
| Positie                                | 23                                     | 5                                      | 3                                      | 3                                      | 10                                     | 9                                      | 12                                     | 23                                     | 32                                     | 47                                     | uit                                    |

### TROS Top 50
Hitnotering: 25-02-1982 t/m 15-04-1982. Hoogste notering: #2 (2 weken).

### TROS Europarade
Hitnotering: 28-03-1982 t/m 28-04-1982. Hoogste notering: #9 (1 week).

### NPO Radio 2 Top 2000
| Nummer met noteringen in de NPO Radio 2 Top 2000 | '99 | '00 | '01 | '02 | '03 | '04 | '05 | '06 | '07 | '08 | '09  | '10 | '11 | '12  | '13  | '14  | '15  | '16  | '17  |
| ------------------------------------------------ | --- | --- | --- | --- | --- | --- | --- | --- | --- | --- | ---- | --- | --- | ---- | ---- | ---- | ---- | ---- | ---- |
| Roof Garden                                      | 486 | 455 | 395 | 384 | 641 | 613 | 621 | 740 | 390 | 539 | 1104 | 801 | 996 | 1346 | 1486 | 1440 | 1771 | 1572 | 1246 |

1. ↑  Een vetgedrukt getal geeft de hoogste notering aan.
2. ↑  Deze tabel is bijgewerkt tot en met de laatste editie (2024).